# Thomas Rupprath
Thomas Rupprath (ur. 16 marca 1977 w Neuss) – niemiecki pływak specjalizujący się w stylu grzbietowym i motylkowym.

## Sukcesy
- brązowy medal olimpijski w sztafecie 4x100 metrów stylem zmiennym - Sydney 2000
- srebrny medal olimpijski w sztafecie 4x100 metrów stylem zmiennym - Ateny 2004
- srebrny medal Mistrzostw Świata na 50 metrów stylem grzbietowym - Fukuoka 2001
- srebrny medal Mistrzostw Świata na 50 metrów stylem grzbietowym - Melbourne 2007
- srebrny medal Mistrzostw Świata w sztafecie 4x100 metrów stylem zmiennym - Fukuoka 2001
- srebrny medal Mistrzostw Świata w sztafecie 4x100 metrów stylem zmiennym (krótki basen) - Ateny 2000
- srebrny medal Mistrzostw Świata w sztafecie 4x100 metrów stylem zmiennym (krótki basen) - Indianapolis 2004
- brązowy medal Mistrzostw Świata na 100 metrów stylem grzbietowym (krótki basen) - Indianapolis 2004
- złoty medal Mistrzostw Świata na 50 metrów stylem grzbietowym (krótki basen) - Indianapolis 2004
- srebrny medal Mistrzostw Świata na 50 metrów stylem grzbietowym (krótki basen) - Szanghaj 2006
- złoty medal Mistrzostw Europy na 50 metrów stylem grzbietowym - Berlin 2002
- złoty medal Mistrzostw Europy na 100 metrów stylem grzbietowym - Berlin 2002
- srebrny medal Mistrzostw Europy w sztafecie 4x100 metrów stylem zmiennym - Sevilla 1997
- srebrny medal Mistrzostw Europy na 50 metrów stylem grzbietowym - Stambuł 1999
- srebrny medal Mistrzostw Europy na 100 metrów stylem grzbietowym - Helsinki 2000
- srebrny medal Mistrzostw Europy na 50 metrów stylem motylkowym - Berlin 2002
- brązowy medal Mistrzostw Europy w sztafecie 4x100 metrów stylem zmiennym - Berlin 2002